# 立正佼成会
立正佼成会（りっしょうこうせいかい）は、日本の仏教系新宗教およびそれを信仰する宗教団体（宗教法人）。霊友会から派生した日蓮系・法華系の宗教。文化庁『宗教年鑑　令和6年版』における信者数は、1,801,218人。

## 本尊・教義
本尊
久遠実成大恩教主釈迦牟尼世尊（立像または立画を表装したもの）
経典
開結「法華三部経」(訓読)（無量義経・妙法蓮華経・仏説観普賢菩薩行法経）
主な教義書
「新釈 法華三部経」「法華経の新しい解釈」「仏教の根本義」「仏教のいのち法華経」
西田無学が提唱した、在家が法華経によって先祖供養を行うという点では霊友会と同じである。ただ、法華経の一乗思想と根本仏教の融合が特徴と言える。人間の内面の修養を行いつつ、自他共に救われる修行を推奨しており、これを教団では「心田を耕す」と呼ぶ。また、リーダーを中心に生活や信仰の悩みを互いに語り合う「法座」という活動も特徴である。

## 歴史

### 1938年 - 1957年

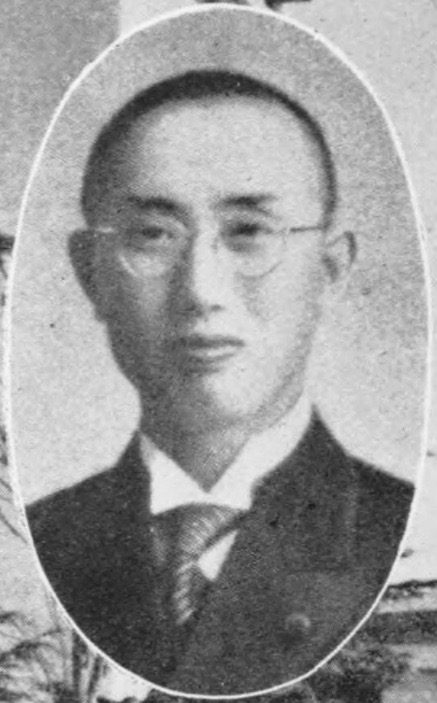
庭野日敬

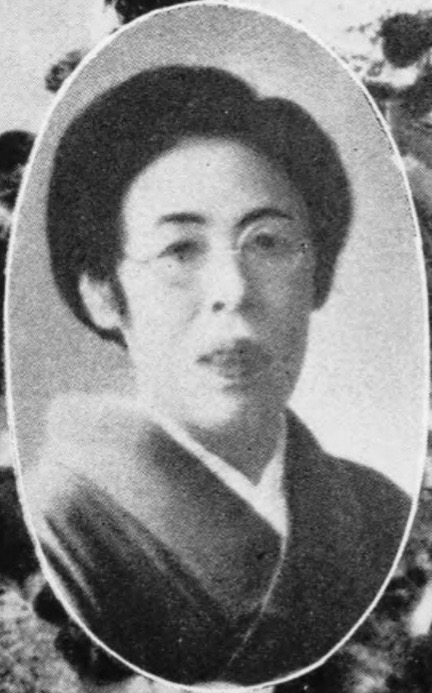
長沼妙佼

- 創立の1938年から1957年の長沼副会長死去までの20年間を『方便教化の時代』と呼んでいる。方便とは、まず現実の苦しみを救うことをいう。
- 霊友会の有力な信者であった庭野鹿蔵（新井支部・副支部長）と、庭野の勧誘で共に霊友会を信仰していた長沼政は、彼らが所属していた新井支部（当時は支部をまとめる責任者の名前で支部名が呼称されていた）支部長で法華経行者であった新井助信の勧めもあり、1938年3月5日に「大日本立正交成会」（現在の名前に改称されたのは1960年6月1日）を創立した[注釈 1]。会の創立に当り、庭野鹿蔵は「日敬」、長沼政は「妙佼」と改名して戸籍登録した。庭野開祖会長は、霊友会を離脱した理由について、霊友会会長・小谷喜美の「法華経の講義なんか時代遅れだ、そんなことをするのは悪魔だ」という発言を聞き、法華経への理解をおろそかにして、真の供養を行えるとは到底思えないと感じたからだとしている。[要出典]
- 「揺るぎない信仰心」が培われた時代とされ、庭野日敬開祖会長（当時）と長沼妙佼脇祖（当時・副会長）の姓名判断・霊能指導[注釈 2]によって、「貧病争」の苦しみから救い、仏道精進に導くというスタンスで布教活動を行っていた。当時、第二次世界大戦の影響で多くの人々が苦しい生活を強いられていたため、それらの人々を救うためには、方便が必要であったという。
- 一方で、戦後急激に拡大した教勢がマスコミの注目を集め、1956年、読売新聞が本部用地の取得にあたる不正疑惑を報道した（読売事件）。庭野開祖会長が国会に召喚され、事態を説明するに至っている。
- 1938年
  - 3月5日　庭野日敬(鹿蔵)は長沼妙佼(政) 他30数名と共に「大日本立正交成会」を創立（会長 村山日襄、副会長 石原叔太郎）
  - 3月20日　庭野日鑛：現会長（当時・浩一）が誕生
- 1942年
  - 5月7日　本部修養道場（現：発祥の地修養道場）落成・入仏式を挙行
- 1943年
  - 4月頃　村山日襄会長、石原叔太郎副会長がそれぞれ退任。後継として実質の運営・指導者である庭野と長沼がそれぞれ「開祖会長」「副会長」となり、名実ともに庭野会長・長沼副会長体制がスタートする
- 1945年
  - 11月15日　本尊「久遠実成大恩教主釈迦牟尼世尊」を尊牌形式で勧請
- 1948年
  - 8月11日　宗教法人令により、宗教結社「大日本立正交成会」から宗教法人「立正交成会」となる
- 1949年
  - 8月28日　青年部（現：青年本部）が発足
- 1951年
  - 6月5日　母子の無理心中を布教活動の行き過ぎによるものと報道され、日弁連人権擁護委員会や衆議院法務委員会が取り上げた（いわゆる蔵敷事件。母子心中と教団との直接の関係はなく、関係があったのは、創価学会の方であった。夫も訴訟をすぐに取り下げた）
  - 10月17日　新宗連（新日本宗教団体連合会）が発足、加盟。[4]
- 1952年
  - 6月14日　長沼副会長の甥である長沼基之が教団初代理事長に就任
  - 8月　交成病院（内科、外科、小児科、産婦人科、歯科、院長以下職員31名、病床数23床。1960年に立正佼成会附属佼成病院に改称、2024年3月31日に学校法人杏林学園に事業譲渡し、杏林大学医学部付属杉並病院となっている）開設
- 1956年
  - 1月　読売新聞が本部用地取得における不正疑惑を報道。庭野開祖会長が国会に参考人召致され事態を説明するに至り、教団においても当時の青年部リーダーが内部調査を行った
  - 4月30日　衆院法務委員会に庭野開祖会長と長沼広志（立正佼成会本部・佼成学園理事）が参考人召致される
  - 9月22日　立正交成会に対し、文部省は「人権蹂躙の疑い」を警告。8月に日弁連からの人権侵害事件に関して「圧迫的暗示や脅迫的なものがあった」と指摘する調査報告書が提出されたことを受けた措置
- 1957年
  - 9月10日　長沼副会長が死去。満67歳没。葬儀・告別式は、会員代表・各界の弔問来賓、延べ5千人が参列する。

### 1958年 - 1977年
- 日本が復興し、経済力を身に着けていくと同時に、次なる段階に入った。1957年9月10日に長沼副会長が死去すると、宗教の役割は人生の悩みや苦しみを解決する事だけでは無く、人格の向上、幸せな家庭や平和な社会を築いていくことも重要と位置づけた。長沼副会長を筆頭に行っていた霊能指導を払拭し、根本仏教や法華経の研鑽への回帰を強く打ち出し、活動の中心も法華経を背景とする先祖供養・教学研修・人間修養へと移していく。長沼副会長没後 - 創立40年の期間を『真実顕現の時代』と呼称している。
- 他の宗派・教団との連携や交流も早くから着手し、交流も盛んに行った。また、庭野開祖会長が提唱した「宗教対話」の精神に則り、世界宗教者平和会議（WCRP）、新日本宗教団体連合会（新宗連）に創立メンバーとして参加した。
- 1958年
  - 1月5日　本会の本尊が「久遠実成大恩教主釈迦牟尼世尊（くおんじつじょうだいおんきょうしゅしゃかむにせそん）」であることを宣言、『真実顕現の時代』を迎える
- 1959年
  - 9月21日　同年3月、東京・千代田区に国立千鳥ヶ淵戦没者墓苑創建を機に、「第1回戦没者慰霊祭（後の千鳥ヶ淵戦争犠牲者慰霊法要並びに平和祈願式典）」を開催
- 1960年
  - 6月1日　名称を「立正交成会」から「立正佼成会」に改める
  - 7月16日　箱根の三昧荘にて、庭野開祖会長が大聖堂（現：本部修養道場）に勧請する本尊像に納めるための法華三部経の写経（胎内経）を始める
- 1962年
  - 6月1日　会員綱領を発表（これは立正佼成会青年部綱領を基に加筆したもの）
  - この頃、庭野開祖会長の指示で統一教会の教えを学んでいた青年部50名ほどが同会に転じ、庭野開祖会長秘書（当時）だった久保木修己が統一教会日本教会長になったのを初め、統一教会幹部となる者を多数発生させた。のちに久保木修己は除籍処分
- 1963年
  - 9月14日　庭野開祖会長が「核兵器禁止宗教者平和使節団」副団長として欧米諸国を訪問。ローマ教皇パウロ6世と会見し平和提唱文を手渡す
- 1964年
  - 5月15日 - 5月17日　立正佼成会大聖堂落成式典
- 1965年
  - 9月14日　庭野開祖会長がイタリアのローマで開かれた第2バチカン公会議の開会式に出席。ローマ教皇パウロ6世と会見
- 1969年
  - 4月27日　高松市で第1回「明るい社会づくり運動推進大会」を開催
  - 7月18日　庭野開祖会長が第20回IARF（国際自由宗教連盟）世界大会に出席
- 1970年
  - 4月28日　立正佼成会普門館落成式典
  - 10月16日　第1回WCRP（世界宗教者平和会議）が京都で開催され、この会の提唱者でもある庭野開祖会長が共同議長を務める
  - 12月18日　ベトナム戦争激化の折、庭野開祖会長が「日本宗教連盟ベトナム視察団」団長として出発
- 1973年
  - 5月4日　WCRPが国連NGO（非政府機関）として正式加盟
  - 7月18日　第1回「立正佼成会青年の船」がフィリピンなどに就航
- 1974年
  - 8月28日　第2回WCRP（ベルギー・ルーヴェン）に参加
- 1975年
  - 3月5日　庭野開祖会長がミードビル・ロンバード神学大学院から名誉法学博士号を受ける
  - 4月8日　フィリピン・バターンにフレンドシップ・タワーを建立
- 1976年
  - 5月28日　庭野開祖会長が第1回「ユニクェスト・シュバイツァー賞」を受賞
  - 11月25日　第1回ACRP（アジア宗教者平和会議）がシンガポールに参加
- 1977年
  - 4月7日　小湊、若狭の両教会でベトナム難民を受け入れ

### 1978年 - 1997年
この時代を、『普門示現の時代』と呼んでいる。人々に法華経の教えを弘め、それまでの経典・教義教育・指導研鑽による、人間修養を継続しつつ、地域社会・国家・世界平和の実現に向けて貢献していくことが目標となった。
これにより全国各地で「一食（いちじき）を捧げる運動」や「アフリカへ毛布をおくる運動」、「ユニセフ街頭募金」などが始まり、これらの市民運動化が目指された。また、WCRP（世界宗教者平和会議）を中心に軍縮や核兵器の廃絶運動など、宗教協力を基盤とした平和活動を展開した。
- 1978年
  - 1月1日　教団創立40周年、『普門示現の時代』を迎える
  - 6月12日　庭野開祖会長がWCRPの名誉議長として第1回国連軍縮特別総会で演説
- 1979年
  - 4月9日　庭野開祖会長が「テンプルトン賞」を受賞（宗教界のノーベル賞とも言われている）
  - 8月29日　第3回WCRP（アメリカ・プリンストン）に参加
  - 10月2日　庭野開祖会長が「一食を捧げる運動」の国民運動化を訴える
- 1980年
  - 6月2日　庭野開祖会長がイランを訪問し、実効指導者である宗教者ホメイニ師にアメリカ大使館員らの人質解放を要請
- 1981年
  - 6月29日　同宗連（『同和問題』にとりくむ宗教教団連帯会議）が発足し、加盟
  - 10月5日　平和主義の推進、信教の自由の堅持、政治倫理の確立、行政改革の推進など会の政治理念を鈴木善幸首相（当時）や各党首に表明
  - 11月7日　インドのニューデリーで開催された第2回ACRP（アジア宗教者平和会議）に参加
- 1982年
  - 5月23日　新宗連（新日本宗教団体連合会）の「核兵器廃絶軍縮署名運動」に参加
  - 6月24日　庭野開祖会長がIARF（国際自由宗教連盟）会長として第2回国連軍縮特別総会で2度目の演説
- 1983年
  - 4月7日　第1回「庭野平和賞」贈呈式。受賞者はブラジルのヘルダー・O・カマラ大司教
- 1984年
  - 7月27日　第25回IARF世界大会を開催
  - 8月23日　第4回WCRPをケニアのナイロビで開催
  - 12月15日　官民合同による「アフリカへ毛布を送る会」発足。その後、現在の「アフリカへ毛布をおくる運動」に発展
- 1986年
  - 3月20日　庭野日鑛次代（現）会長がローマ教皇庁立サレジオ大学から名誉哲学博士号を受ける
  - 6月17日　第3回ACRP（韓国・ソウル）に参加
  - 10月27日　「アッシジ平和祈願の集い」（イタリア）に庭野会長が出席
- 1987年
  - 8月3日　「比叡山宗教サミット」に庭野開祖会長、庭野次代会長が出席
- 1988年
  - 3月5日　教団創立50周年記念式典挙行
  - 4月15日　　立正佼成会青年部（現:青年本部）が国連平和賞を受賞。伝達式を本部大聖堂にて明石康国連事務次長（当時）臨席の下挙行
  - 6月8日　庭野開祖会長が立正佼成会会長として第3回国連軍縮総会で3度目の演説
- 1989年
  - 1月22日　第5回WCRP（オーストラリア・メルボルン）に参加
- 1991年
  - 1月18日　湾岸戦争の勃発に対し、WCRP日本委員会が庭野日敬理事長名で「緊急アピール」を発表
  - 10月29日　第4回ACRP（ネパール・カトマンズ）に参加
  - 11月15日　「法燈継承式」で庭野開祖会長の長男である庭野日鑛が第2代会長に就任
  - 12月26日　中央学術研究所が脳死臨調に「脳死移植に関する意見書」を提出
- 1992年
  - 2月28日　庭野会長が第2代会長就任後、初の全国巡教がスタート。青年本部に「国際人材塾」「グローバル・ボランティアズ」を開設
  - 6月7日　庭野会長がアメリカ・シカゴのミードビル・ロンバード神学大学院から名誉神学博士号を受ける
  - 10月26日　新宗連全国総会で庭野開祖が名誉理事長に、庭野会長が副理事長に就任
  - 11月15日　庭野開祖がローマ教皇庁から「大聖グレゴリウス勲章」を受章
- 1993年
  - 7月23日　北海道南西沖地震で佼成ボランティア隊を奥尻島等へ派遣
  - 11月15日　庭野開祖がICCJ（キリスト教・ユダヤ教国際協議会）から「インターフェイス・メダリオン（宗教対話促進賞）」を受賞
- 1994年
  - 1月1日　教団副理事長の内田昌孝が第2代理事長に就任。これにより永年理事長職を務めていた長沼基之は教団特別顧問に退く
  - 6月1日　中央学術研究所が「臓器の移植に関する法律案」への見解発表
  - 11月3日　第6回WCRP（イタリア）に参加
  - 11月17日　庭野会長が長女の光代を会長後継者に指名、法名「光祥」を発表
- 1995年
  - 1月17日　阪神・淡路大震災で教団本部と現地に災害対策本部を設置。医療団とボランティア隊を派遣し、教団施設を避難所として一般開放した。
  - 10月5日　宗教法人法の改正に対する「意見書」を発表
  - 10月9日　田沢智治法務大臣（佼成学園理事）が辞職。佼成会から借用した2億円を政治資金規正法による処理をしなかったことと、当時野党第一党だった新進党に代表質問でこの問題を取り上げないよう裏取引しようとしたことが原因
- 1996年
  - 1月1日　教団理事・教務部長の酒井教雄が第3代理事長に就任
  - 10月15日　第5回ACRP（タイ・アユタヤ）に参加
- 1997年
  - 9月26日　庭野会長がボスニア・ヘルツェゴビナを訪問。ボスニア和平に向け、4宗教の指導者と会談
  - 10月26日　庭野会長が中韓日仏教友好交流会議（京都、奈良）に参加

### 1998年 - 現在
- 教団創立60周年（1998年）を契機に、教団方針として「一人ひとりの心田を耕す」ことが新たに目的に掲げられた。これは、「無常」という仏教の真理（法）を認識し、いのちの尊さに目覚めていくことを意味する。その喜びを多くの人々に伝え、共に幸せを味わえる世界を築いていくことを目標とするとしている。
- 1998年
  - 1月1日　「会規」を改正、施行
  - 3月5日　教団創立60周年。総合目標「一人ひとりの心田を耕す佼成会」を掲げる
- 1999年
  - 7月2日　自自公連立政権に対する教団見解を発表（これは、創価学会を支持母体とする公明党が、それまで会として政治的に支援してきた自民党と連立与党に参加し、次第に公明党を通じて信仰姿勢、教団の考え方や政治との関わりで相対する創価学会が、政府や行政・民間においての影響力が増す事態を踏まえての教団としての考え方・方針を、内外に向けて発表したもの）
  - 10月4日　庭野日敬開祖が死去。満92歳没。10月10日に挙行された「葬儀・告別式」には、会員代表・国内外に渡る政財界・宗教界ほか各界からの弔問客で本部大聖堂に延べ6万人が参列し、その中には庭野開祖が脱会後、交流のなかった霊友会や、対立していた創価学会からも教団役員の参列者があった。また全国の各教会と海外の拠点に向けて衛星回線による生中継で放送が配信され「開祖葬」として挙行された。
  - 11月25日　第7回WCRP（ヨルダン・アンマン）に参加
- 2000年
  - 10月1日　庭野開祖を顕彰する一乗宝塔が建立
- 2001年
  - 4月11日　同宗連（「同和問題」にとりくむ宗教教団連帯会議）結成20周年式典に参加
  - 7月9日　「靖国神社参拝」に対する意見書を小泉純一郎首相に提出
  - 9月2日　聖エジディオ共同体主催の「世界宗教者平和のための祈りの集い」（スペイン・バルセロナ）に参加
  - 9月15日　庭野会長が「アメリカ同時多発テロ事件」に対し、哀悼の意を捧げる緊急談話を発表
  - 10月17日　新宗連（新日本宗教団体連合会）結成50周年式典に参加
  - 10月23日　庭野会長が「米国・同時多発テロ事件」をうけ、WCRP主催の「世界の諸宗教指導者による国際シンポジウム」に参加
- 2002年
  - 1月1日　教団理事・総務部長の山野井克典が第四代理事長に就任
  - 1月24日　庭野会長が「平和祈願の日」（イタリア・アッシジ）に参加
  - 4月7日　初代理事長の長沼教団特別顧問が死去
  - 6月3日　スリランカ上座部仏教四法王の連名による平和共同宣言文「東京声明」が発表され、支援
  - 6月24日　第6回ACRP（インドネシア・ジョグジャカルタ）に参加
  - 7月28日　第31回IARF世界大会（ハンガリー・ブダペスト）に参加
  - 8月3日　比叡山宗教サミット15周年記念「平和への祈りとイスラムとの対話集会」に参加
- 2003年
  - 2月18日　イラク情勢に対するアピール文を小泉首相、福田康夫官房長官、ブッシュ大統領、フセイン大統領（当時）に提出
  - 3月20日  米英軍によるイラクへの武力行使に対し、庭野会長が緊急談話を発表
  - 4月13日 「イラク緊急救援募金」を全国で実施（9月30日まで）
  - 4月15日  中央学術研究所が小泉首相に対し、「クローン人間誕生に対する声明」を提出
  - 4月25日  小泉首相に「『有事関連三法案』に対する意見書を提出
  - 10月28 - 29日  第6回日本・中国・韓国仏教友好交流会議日本大会に参加
  - 12月8日  自衛隊のイラク派遣基本計画閣議決定を前に、「自衛隊イラク派遣に対する意見書」を公表
- 2004年
  - 1月下旬  イラクへの自衛隊派遣を受け、山野井克典理事長が談話を発表
  - 4月23 - 28日  第1回仏教とキリスト教のシンポジウム（フォコラーレ運動主催）がイタリアで開催、庭野会長が基調発題を行う
  - 5月下旬  庭野日敬開祖生誕100年の企画概要を発表
  - 6月17日　 庭野会長が、新宗連（新日本宗教団体連合会）理事長に就任
  - 7月30日　 庭野会長が、日宗連（日本宗教連盟）理事長に就任
  - 12月28日  一食平和基金運営委員会が、12月26日に発生したインドネシア・スマトラ沖地震津波災害に対し、総額5200万円の緊急支援を決定
- 2005年
  - 3月11日　「臓器移植法改正に対する提言」を発表
  - 3月22日　 庭野会長が、WCRP日本委員会第3代理事長に就任
  - 4月2日  ローマ教皇ヨハネ・パウロ2世が死去。庭野会長がバチカン諸宗教対話評議会へ哀悼のメッセージを送る
  - 4月24日  庭野会長が、ベネディクト16世の第265代ローマ教皇就任ミサ（バチカン）に出席
- 2006年
  - 1月1日  開祖生誕100年を迎える
  - 3月26日 - 30日　第32回IARF世界大会（台湾・佛光山）に参加
  - 4月24日 - 27日　第2回仏教とキリスト教シンポジウム（比叡山延暦寺）に参加
  - 5月14日  開祖記念館 庭野日敬の世界が本部法輪閣横に開館
  - 8月中旬   イスラエル軍とレバノン民兵組織「ヒズボラ」との紛争による中東危機に際し、一食平和基金から1000万円を緊急支援
  - 8月21日　 初の「WCRP青年世界大会」（25日まで、広島・京都）、同女性会議（24・25日、京都）に参加
  - 8月26日 - 29日  第8回WCRP「WCRPⅧ」世界大会に参加
  - 10月25日 - 26日  第9回日本・中国・韓国仏教友好交流会議日本大会（京都・奈良）に参加
  - 11月15日 「生誕100年　開祖生誕会」式典が行われる
  - 12月7日  山野井克典理事長名による「臓器移植改正案に対する提言」を改めて発表
- 2007年
  - 5月2日 - 7日  庭野会長が台湾の慈済基金会本部を訪問　釈証厳法師と会談
  - 8月1日  一食平和基金から新潟県中越沖地震の被害に対し、2700万円を緊急支援
  - 8月3日 - 4日  比叡山宗教サミット20周年記念「世界宗教者平和の祈りの集い」（比叡山延暦寺）に参加
  - 10月1日 「ミャンマー国内の安定と秩序回復を祈る声明文」を公表
- 2008年
  - 1月1日　教団理事・布教本部長の渡邊恭位が第五代理事長に就任
  - 3月5日  教団創立70周年。「み仏さまとの結縁」の名の下、青年各部会員向け本部団体記念参拝（団参）が始まる
  - 4月  教団CIマークの発表とラジオCMの放送開始
  - 9月23日　東京・千代田区の国立千鳥ヶ淵戦没者墓苑にて、立正佼成会主催による「第50回千鳥ヶ淵戦争犠牲者慰霊法要並びに平和祈願式典」を開催
  - 10月31日　庭野会長が新宗連（新日本宗教団体連合会）の理事長を退任し、特別顧問に就任
- 2009年
  - 6月　 一食平和基金から「難民支援緊急キャンペーン実行委員会」に緊急支援
  - 10月17日　「第12回日中韓仏教友好交流会議日本大会」が横浜で開催され参加
- 2010年
  - 2月15日　教団本部がISO 14001の認証を取得
  - 11月　 国連の経済社会理事会（ECOSOC）より、国連NGO「特殊協議資格」を正式に承認
- 2011年
  - 3月18日　一食平和基金運営委員会が、東日本大震災の被害への緊急支援として、5億円を拠出することを発表
  - 4月1日　東日本大震災で被災された方々への応援メッセージを募集するWEBサイト「こころ ひとつに」を開設
  - 6月18日　 東日本大震災発生当初からの取り組みと今後の施策を総合的にまとめた「こころ ひとつに」プロジェクトを発表
- 2012年
  - 3月5日　会の教育方針や教育体系などの施策の基盤となる「佼成教学」を発刊
  - 4月8日　全国各教会で、世界宗教者平和会議日本委員会の「震災復興キャンペーン2012」に呼応し復興支援募金を実施
- 2013年
  - 10月12日　立正佼成会ローマセンターが開所
  - 11月14日　普門館の新築・改修の断念を発表
  - 11月20日　第9回世界宗教者平和会議がオーストリア・ウィーンで開催され参加。庭野会長がWCRP国際名誉会長に、光祥次代会長が同国際共同会長・共同議長に選任
- 2014年
  - 3月9日　庭野欽司郎参与が逝去
  - 9月9日　新佼成病院落成式
- 2015年
  - 9月19日　 『「安全保障関連法案」可決に対する緊急声明』を発表
  - 10月26日　バチカン諸宗教対話評議会などによる「『ノストラ・エターテ』50周年記念国際集会」に庭野光祥次代会長が出席。ローマ教皇フランシスコに謁見
  - 11月4日　東京都杉並区の「災害時における帰宅困難者の受入等に関する協定書」に調印
- 2017年
  - 5月29日　日中友好宗教者懇話会の創立50周年記念式典が都内で開催され、庭野会長が参加
  - 8月25日　WCRP日本委員会と中国宗教者平和委員会による「第1回日中宗教指導者交流」が行われ、庭野会長が参加
- 2018年
  - 4月　 スリランカ政府からの要請によりコロンボ市にて、「カウンセラースキルアップ講座」を開催
  - 8月3日　 国連難民高等弁務官事務所から、永年の難民、移民の救済活動への協力に対し、感謝状が贈られる
  - 12月　普門館の解体に着手
- 2020年　
  - 新型コロナウイルス感染症のため、本部のホームページより式典のインターネット配信が開始
  - 11月　東京佼成ウインドオーケストラの事業継続断念
- 2021年
  - 6月　東京佼成ウインドオーケストラが2022年4月1日をもって、一般社団法人化し、立正佼成会から独立する事に教団と楽団が合意
- 2022年
  - 3月　佼成看護専門学校を閉校
  - 4月1日　東京佼成ウインドオーケストラが一般社団法人として独立[5]
- 2023年
  - 6月2日　 佼成病院について学校法人杏林学園に事業譲渡の申し入れをおこない、令和5年5月31日に両法人間で病院事業譲渡契約書を締結。令和6年3月31日に譲渡。(それに伴い、名前を杏林大学医学部付属杉並病院に改名。)

## 政治への関わり・支援候補
- 立正佼成会は中心団体として[6]、崇教真光、PL教団などと、創価学会とライバル関係にある新興宗教の団体「新日本宗教団体連合会」（新宗連）を1951年に組織し、同組織は当初から政治家の靖国神社参拝に反対する姿勢をとっている[7][8]。歴代最長の新宗連会長である二代目会長（1965年11月7日-1992年）が立正佼成会創設者である庭野日敬（立正佼成会初代会長）、5代目会長（2004-2008年）を立正佼成会会長の庭野日鑛（立正佼成会第2代会長）が務めている[7]。
- 翌15日の靖国神社に集う政治的保守派への牽制で、毎年8月14日の千鳥ヶ淵で新日本宗教団体連合会の関係組織主催で大集会を行っている。2019年8月14日の大集会へ大島理森衆議院議長や枝野幸男立憲民主党代表、福島瑞穂社会民主党副党首といった大物政治家たちが参加し、「南無妙法蓮華経、南無妙法蓮華経……」の大合唱が行われた[8]。
- 政治的には設立当初は自民党を中心に旧新自由クラブや民社党といった政党の中で特定の候補者を「推薦」を出して支援していた。立正佼成会創設者である庭野日敬が新宗連会長である期間に、参議院の全国区選挙では新宗連の事務局長の楠正俊（1965年7月7日-1983年）を組織内候補として当選させてきた。選挙法が改正による参議院選挙での全国区廃止・比例区導入以降は山岡賢次（1983年-1993年。後に栃木県の選挙区の衆議院議員として当選）を新宗連は支援・当選させている[9][10][11]。立正佼成会も新日本宗教団体連合会も、創価学会を母体とする公明党と自民党が連立政権を樹立する1999年の小渕内閣 (第2次改造)以前から政治家の靖国神社参拝へ反対の立場や改憲反対を表明してきたものの[7][12]、1998年の参院選では民主党候補者での推薦候補がおらず、自民党候補者中50人に推薦を出していた[12]。しかし、公明党との連立と改憲を目指す自民への反発から2007年参議院選挙では自民3人、民主31人に推薦候補数が逆転している[12]。
- 2007年の参議院選挙において、風間直樹（参議院比例区。立正佼成会の組織内候補）、金子恵美（福島県選挙区）を含む民主党公認候補者計31人を推薦している[12]。
- 立正佼成会が中心団体である新宗連[6]は、2019年時点でも改憲や政治家の靖国神社参拝に反対している[8]。

### 公明党との対立による民主党との緊密化
- 2001年の参院選では民主党の佐藤道夫（当選）を支援した他、新党・自由と希望を結党して立候補した白川勝彦（元：自民党衆議院議員・自治大臣）も支援したものの落選した。2004年の参院選では民主党から比例区で立候補した藤末健三を支援し、当選後も機関紙に定期的に投稿するなど関係を強めている。他に、韓国の朝鮮日報日本支社の前社長である白眞勲も同時に推薦を受けて同年の参院選に立候補・当選した[13]。ただし、立正佼成会の福島県内の会員は6万8000世帯とされていたが、2004年の参院選で立正佼成会推薦の民主党の比例区候補が県内で獲得したのは1万票余りだったため、佼成会幹部は福島県内の選挙結果について、「散々な結果だった」と振り返っている[12]。
- 2004年3月22日に女性タレントの蓮舫（当時36歳）は民主党本部で菅直人代表と同席で記者会見し、現職の小川敏夫に続く2人目の参院選東京都選挙区（改選数4）民主党公認候補として立候補表明し、立正佼成会の支援を受ける予定である。立正佼成会は蓮舫以外にも民主党の比例代表公認候補2人も推薦する予定であり、民主党との関係は一層緊密化した[14]。
- 2005年の衆院選では信者の自由投票となり、民主党への支援へと移行した。2007年の参院選ではいずれも民主党の風間直樹・大島九州男を支援した一方、自民党から立候補した元外務大臣の川口順子を支援し、3名とも当選した。
- 2009年の衆院選では「反創価学会」を旗印に結束した「新日本宗教団体連合会」（新宗連）として、当時の民主党を支持して政権交代の原動力になった[15]。
- 2010年の参院選では民主党の藤末・白両議員を再選させた。2013年の参院選では民主党の党勢退潮から立正佼成会は支援を大島九州男に絞る（風間は新潟県選挙区に転出）。一方で、立正佼成会の支援を受けていたが引退する川口順子の後継として、自民党は若狭勝を支援したが落選した。立正佼成会支援候補の当選は大島1人にとどまった。
- 民主党が維新の党と合併し、2016年に民進党と改名後も引き続き民進党を支援。党勢がやや回復したことから2016年の参院選藤末・白両議員を比例区で出馬させ、2人合わせて約28万票でどちらも3選させた[16]。
- 民進党が希望の党との統一会派結成構想がなされた際、風間は離党し立憲民主党に参加。その理由の一つに支援を受けている立正佼成会の意向も踏まえたものである事を明らかにしている[17]。2018年5月、民進党と希望の党が合併し国民民主党が結成された際、白は民進党から離党し立憲民主党に参加した、が大島は党に残留するなど組織内議員の対応が分かれた。
- 2017年に行われた第48回衆議院議員総選挙においては、立正佼成会の推薦と当選数は希望の党73人（同31）、立憲民主党48（36）、自民33（当選33）、維新1（同0）、社会民主党1（同0）、無所属27（同19）の183人推薦し、119人の候補が当選した[18]。
- 2019年7月に行われた第25回参議院議員通常選挙においては、立憲民主党11人（同5人）、自民党8人（当選8人）、国民民主党8人（同3人）、無所属9人（同7人）の候補を推薦し、推薦36人中23人の候補が当選した[19]。2019年9月には「立正佼成会小倉教会発足60周年記念式典」に立憲民主党の城井崇衆議院議員（福岡10区）が出席している[20]。
- 2022年の第26回参議院議員選挙では、立憲民主党を支援している。例として、北海道で4月23日に立正佼成会が北海道支教区内の立憲民主党議員との懇談会開催した際に、徳永エリ（北海道選挙区）は「今日（4/23）は立正佼成会の皆さんが立憲民主党の議員との懇談会を開いて下さいました。白 真勲先輩とともに頑張ってまいります。」とブログに投稿している[21]。後にブログ記事が削除されたものの、5月13日には「立正佼成会の苫小牧教会でご挨拶と意見交換」と投稿で徳永は「東京から新千歳空港に到着して、まっすぐ伺ったのは立正佼成会の苫小牧教会。」「室蘭教会長さんをはじめ、苫小牧教会長さん他、幹部の皆さんがお忙しい中お集まり下さり、ご挨拶と意見交換の場を作って下さいました。」と述べている[22]。他の関わりのある立憲民主党議員には、全国比例で白眞勲議員、森裕子議員（新潟県選挙区）、杉尾秀哉議員（長野県選挙区）などを支援している[23][24]。なおこの選挙で自民党から出馬した藤末健三、立憲民主党から出馬した白真勲の両議員は落選し、2019年の参議院議員通常選挙で不出馬となった風間直樹、国民民主党から出馬し落選した大島九州男と合わせて、組織内議員は0となった。

## 活動・動向
- かつては立正佼成会と創価学会の信者獲得活動に対し、人権侵害等公共の福祉に反するという訴えが各方面よりなされていた。昭和20年代後半から40年代初頭に掛けて創価学会と立正佼成会間での非難合戦は熾烈を極めた[要出典]。こうした動向が国会でも取り上げられる問題となり、衆議院の法務委員会の調査結果に基き、1956年6月3日、不当な宗教活動に対して警告を発する「不正なる宗教活動に対する決議」が満場一致でなされた[25]。
- 1956年（昭和31年）教勢の急激な拡大による、佼成学園をはじめとする教団本部関連施設の建設用地取得に絡む不正取引などに始まる読売新聞の報道等によって、教団幹部を含む会員延べおよそ7万人の大量退会騒動が起きた。 また、霊能指導を行っていた長沼に対して「長沼教祖・庭野会長待望論」・「長沼新教団独立論」が水面下で一部の教団幹部より発せられ騒動になる（いわゆる「連判状事件」）。教団は、「第一の階梯」「第二の階梯」「第三の階梯」として、教団と会員同士の結束強化と教義の明確化・充実を図り、布教活動と機構の改革を行った。青年部内に「報道事実調査委員会」という内部組織を立ち上げ、読売新聞の報道を精査すると共に、会員の勧誘方法や運営に当たっての諸問題点を会長・教団に提言した（翌1957年〔昭32年〕9月10日に長沼副会長は死去する）。[要出典]
- 「一食を捧げる運動」、「ユニセフ街頭募金」、「アフリカに毛布を送る運動」など教団の社会奉仕活動（または官民合同の慈善事業）と、各教会単位で行われる地域の清掃奉仕、施設慰問、障害者施設の奉仕活動などが活発に行われている。また、毎年5月の第3日曜日を「青年の日」とし、全国の青年部員が各教会単位で上記活動に加え、この日の正午に「平和の祈り」という黙祷を捧げている。また、「青年教育課程」となる仏教や佼成会の教えを学ぶ勉強会を行っている。
- 新宗連（新日本宗教団体連合会）や日宗連（日本宗教連盟）などを通じた他宗派や他宗教団体との協調・連携活動が活発である。WCRP（世界宗教者平和会議）においては、後方支援を行っている。日蓮宗[注釈 3]、神社本庁、天台宗、PL教団、善隣教、妙智会教団、ローマ教皇庁[注釈 4]などとの交流も盛んで、一部の日蓮・法華系の新宗教（創価学会、冨士大石寺顕正会など）に比べて、共調的な立場を取っている。
- アメリカ合衆国、ブラジル、台湾、韓国、香港、オーストラリア、シンガポール、ロシア、スイス、イギリス、タイ、バングラデシュ、ネパール、スリランカ、インドに同会の拠点がある。ここ数年は東南アジア地域において教勢の伸出が盛んである。
- 信者の高齢化や左派系野党との協調を嫌った保守系会員の退会もあり[要出典]、令和元年から令和4年までの4年間で会員数を約13%減らしている[26]。

## 施設

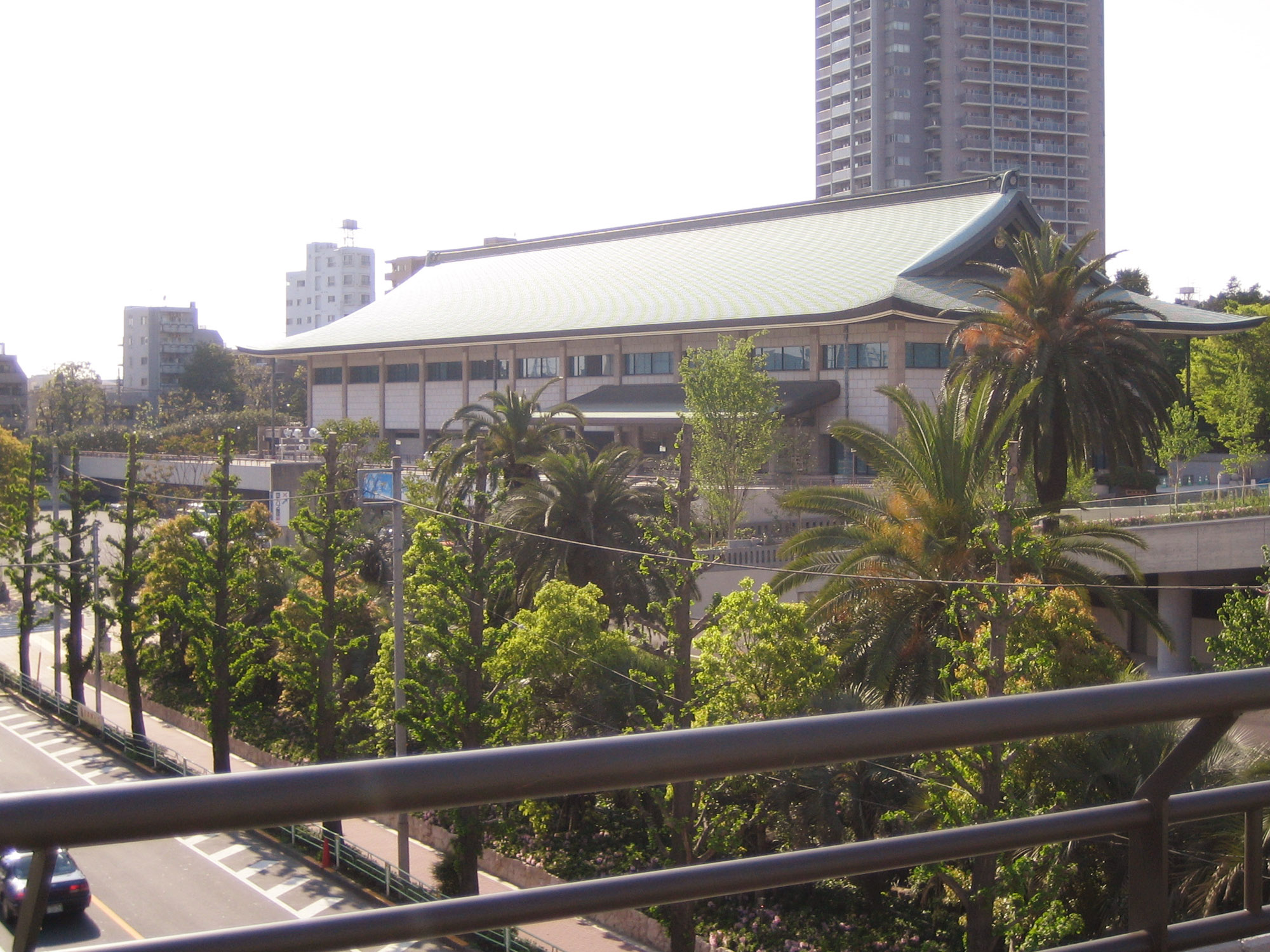
法輪閣
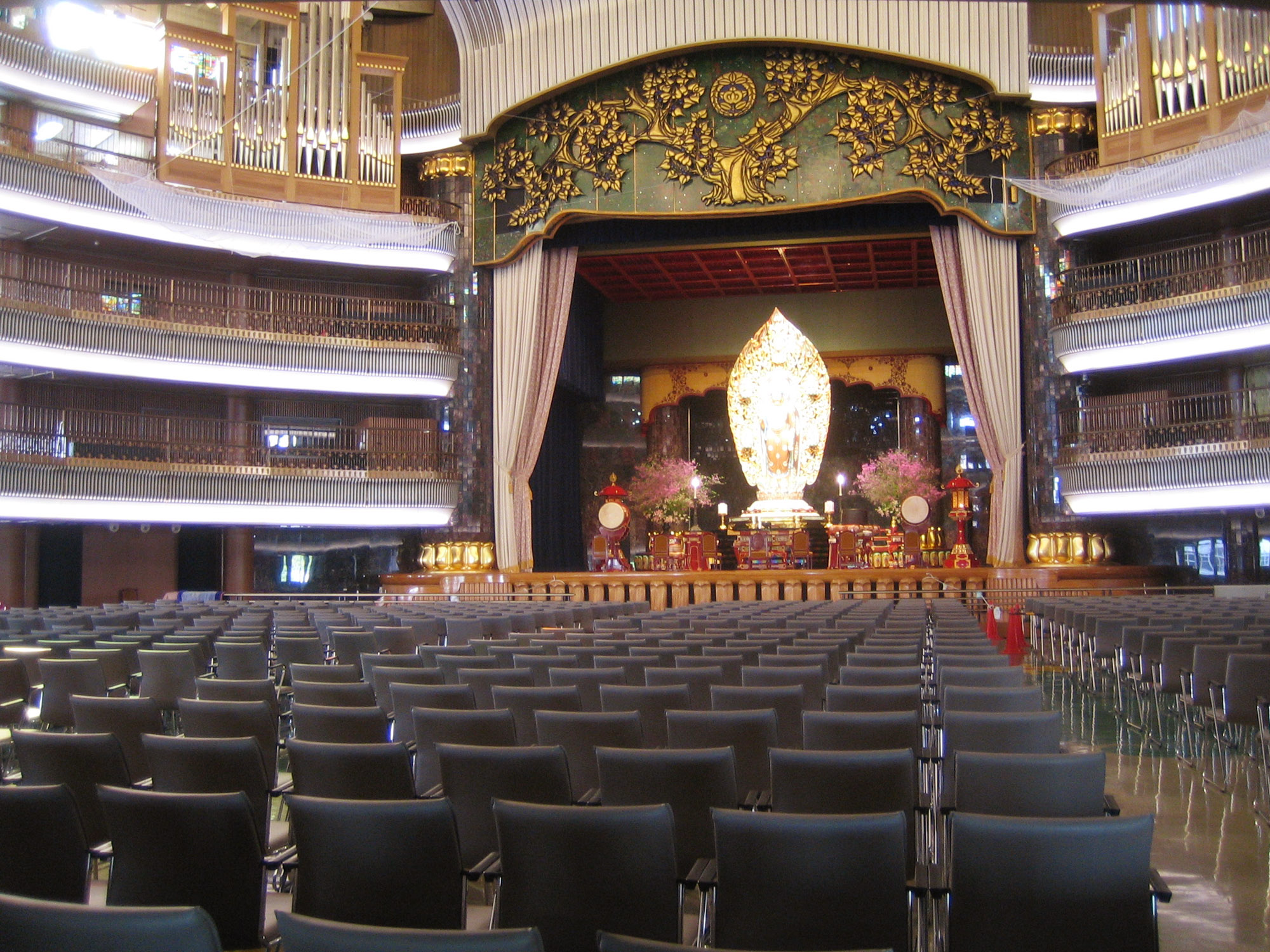
大聖堂内部。奥の像が本尊
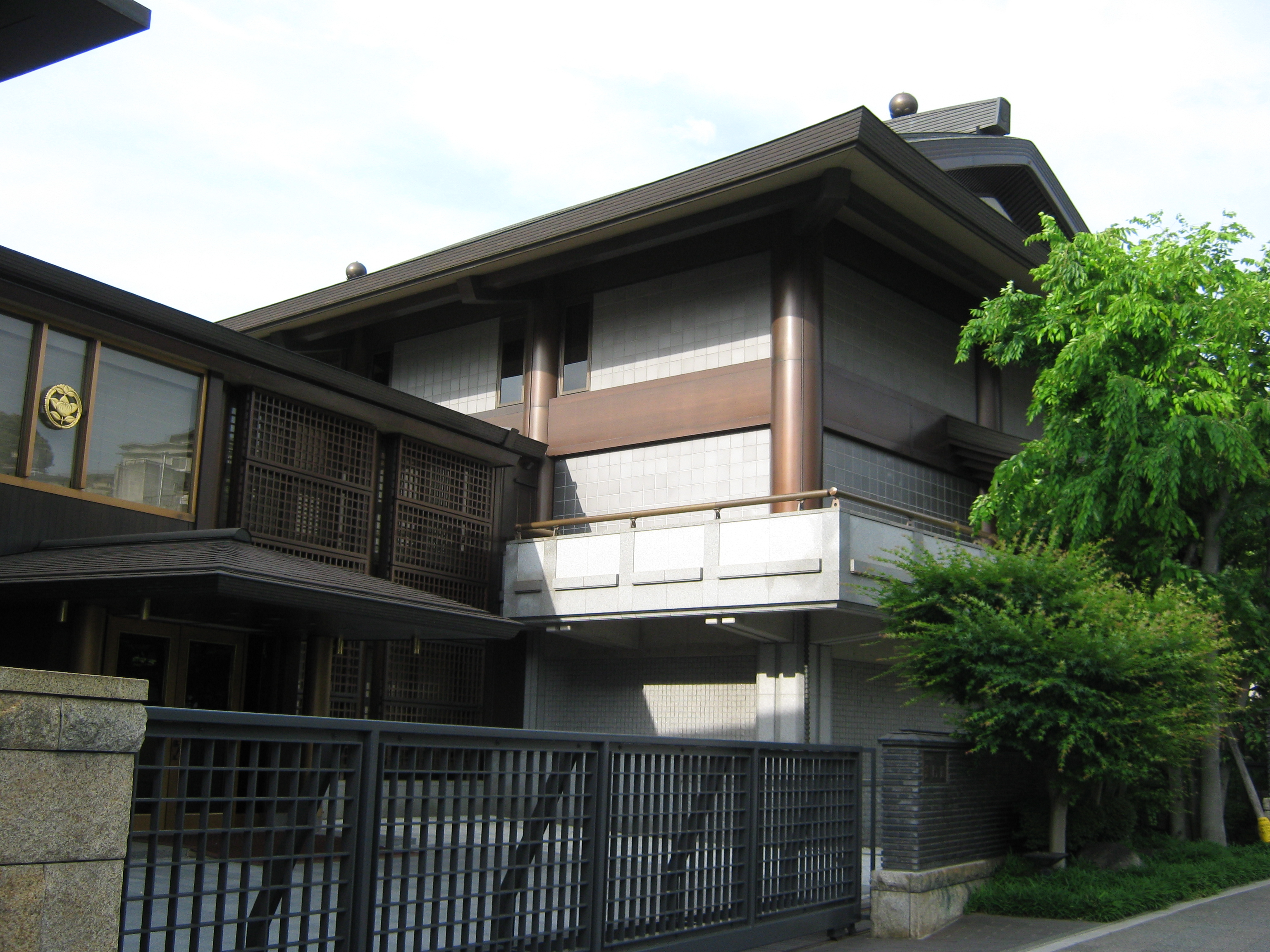
京都教会、地方教会例、京都市東山区

### 本部の施設
全国5ヶ所に本部直轄の施設がある。
- 東京・杉並
  - 大聖堂
  - 一乗宝塔
  - 法輪閣
  - 開祖記念館
  - 発祥の地
  - 第二団参会館
  - 事務庁舎
- 東京・青梅
  - 青梅錬成道場
- 新潟・十日町（菅沼）
  - 生誕地道場
- 東京・東大和
  - 佼成霊園
- 長野・安曇野
  - 穂高佼成保養センター

### 拠点
国内の拠点

## 関連施設・団体

### 文化団体、施設・教育機関
- 佼成カウンセリング研究所（こころの悩みの無料相談）
- 教育者教育研究所
- 家庭教育研究所
- 佼成武徳会（剣道を通して心身の鍛練と人間教育）
- 佼成学林（法華経精神に基づく人材育成を行い、当会職員や他方教育機関等の幹部候補を養成している）
- 芳澍女学院情報国際専門学校
- 佼成育子園(保育・幼稚園)
- 佼成学園中学校・高等学校（男子校）
- 佼成学園女子中学校・高等学校
- 府中佼成幼稚園
- 佼成図書文書館（1993年TBS金曜ドラマ「高校教師」で二宮繭と教師の羽村が図書館で鬼ごっこをするシーンのロケ地である）
- 立正佼成会附属佼成霊園
- 中央学術研究所
- 庭野平和財団（宗教的精神を基盤とした平和のための思想・文化・科学・教育等の研究と諸活動、また世界平和の実現と人類文化の高揚に寄与する研究と諸活動への助成）

※1960年代には硬式野球部が存在し、都市対抗野球大会2回、日本産業対抗野球大会5回の出場を果たし、NPB入りした選手も多かったが、1967年限りで活動を休止した。

### 出版
- 佼成出版社

### 保険・その他マネジメント事業体
- 立花産業